# DEAD END (DEAD ENDのアルバム)
『DEAD END』（デッド・エンド）は、DEAD END初のライブ・アルバム。1990年7月21日発売。2009年12月23日にはBlu-spec CD版が再発された。

## 解説
解散前最後のアルバム。1989年後半から行われたホールライブ・ツアー「hyper d.」の最終公演となった1990年1月20日に、中野サンプラザで行われたライブ音源から収録されている（ちなみに、ライブビデオ「HYPERd.」に収められているライブのタイトルは"act d."である）。Disc 1には『ZERO』の収録曲が中心、Disc 2はそれ以前の曲が中心の選曲である。

## 収録曲

### Disc 1
1. SO SWEET SO LONELY　（5:41）
2. I WANT YOUR LOVE　（4:16）
3. BABY BLUE　（3:21）
4. SLEEP IN THE SKY　（5:26）
5. PROMOSED LAND　（5:33）
6. GOOD MORNING SATELLITE　（4:23）
7. CRASH 49　（4:58）
8. TRICKSTER　（3:41）
9. HYPER DESIRE　（4:27）
10. SERAFINE　（7:42）

### Disc 2
1. EMBRYO BURNING　（4:48）
2. I CAN HEAR THE RAIN　（4:54）
3. BLOOD MUSIC　（6:21）
4. PSYCHOMANIA　（6:38）
5. DECOY　（4:29）
6. GODSEND　（7:31）
7. WIRE DANCER　（4:43）
8. NIGHT SONG　（5:05）
9. JUNK　（5:59）
10. I SPY　（3:17）
11. DEAD MAN'S ROCK　（4:31）
12. PHANTOM NATION　（4:51）
13. SONG OF A LUNATIC　（12:07）